# Портрет Елены ван дер Схалкке
«Портрет Елены ван дер Схалкке» (нидерл. Portret van Helena van der Schalcke) — картина в стиле барокко нидерландского художника Герарда Терборха, написана около 1648 года и представляет собой живопись маслом на холсте размером 35×28,5 см. В настоящее время хранится в Государственном музее в Амстердаме.

## История
На картине изображена Елена ван дер Схалкке (1646 — 1671) — девочка в возрасте двух лет, в своём лучшем платье, украшенном кружевами и бантами, с большим золотым ожерельем и модной соломенной сумочкой. Портрет представляет изображение ребёнка в виде «маленького взрослого».
Елена ван дер Схалкке была дочерью торговца тканью Герарда ван дер Схалкке и его жены Йоханны Бардул. На картине в правой руке она держит цветок гвоздики — символ воскресения и надежды на вечную жизнь.
На ней длинное свободное платье из белого шелка. Художник уделил много внимания внешнему виду ткани: мягкие мазки от розового до голубовато-серого цвета.
В XVII веке дети в раннем возрасте носили платья, одинаковые для девочек и мальчиков. Детские платья представляли собой маленькие копии нарядов взрослых женщин. Тем не менее, существует разница: к спинке детских платьев часто пришивались длинные ленты, которые позволяли взрослым контролировать движения детей. Они заметны на портрете справа за спиной девочки.
Интерьер совершенно пуст. Даже разделение между полом и стеной является расплывчатым. Отсутствие интерьера при нейтральном фоне является характерной чертой живописи художника. Таким образом, ничто не отвлекает внимания от предмета изображения.
С 1898 года картина хранится в экспозиции Государственного музея в Амстердаме.